# گریز (بازی ویدئویی)
«گریز» (انگلیسی: The Getaway) یک بازی ویدئویی در سبک بازی اکشن-ماجراجویی است که توسط سونی اینتراکتیو انترتینمنت و در سال ۲۰۰۲ و در پلت‌فرم پلی‌استیشن ۲ منتشر شده‌است.